# Aşağı Avşar
Aşağı Avşar è un comune dell'Azerbaigian situato nel distretto di Ağcabədi.